# Kordovski kalifat
Kordovski kalifat (arabsko خلافة قرطبة‎, DIN Khilāfat Qurṭuba, špansko Califato de Córdoba) je bilo od leta 929 do 1031 islamsko kraljestvo na Iberskem polotoku in delu severne Afrike s prestolnico v Qurtubi, sedanji Córdobi.
Kalifat je nastal januarja 929, ko se je kordovski emir Abd Al Rahman III. iz Omajadske dinastije  razglasil svojo neodvisnost od Abasidov v Bagdadu in se iz emirja preimenoval  v kalifa. Za to obdobje iberske zgodovine je bil značilen velik razcvet trgovine in kulture in gradnja velikih mojstrovin andaluzijske arhitekture, vključno z Veliko  mošejo v Córdobi.
Kalifat je razpadel v državljanski vojni (fitna Al Andaluz) med nasledniki zadnjega kalifa Hišama II. in nasledniki njegovega dvornega komornika Al Mansurja. Leta 1031 je iz kalifata nastalo več majhnih neodvisnih muslimanskih kraljestev in emiratov - taif.

## Omajadska dinastija

### Vzpon
Ko so Abasidi iz Bagdada leta 750 vrgli z oblasti damaščanske omajadske kalife in ubili zadnjega kalifa Marvana II., je Abd Al Rahman, zadnji preživeli član njihove družine, pobegnil na Iberski polotok. Premagal je tamkajšnje islamske vladarje, zveste Abasidom, priključil njihova ozemlja k svojemu in leta 756 ustanovil Kordovski emirat.
Vladarji emirata so bili do 10. stoletja zadovoljni z naslovoma emir in sultan, dokler se ni Abd Al Rahman III., delno zaradi strahu pred napadom Fatimidov iz Egipta, delno pa zato, ker so Fatimidi nameravali prevzeti naslov bagdadskih kalifov, sam razglasil za kalifa. S to potezo je pri podložnikih pridobil velik ugled.

### Razcvet
Kalifat je v 10. stoletju doživel velik razcvet. Abd Al Rahman III. ni samo združil Al Andaluza, ampak je z diplomacijo in na silo pod svojo oblast dobil tudi krščanska kraljestva na severu Iberskega polotoka in ustavil prodiranje Fatimidov na svoja ozemlja v Maroku in Al Andaluzu. Okrepil je diplomatske odnose z berberskimi plemeni v severni Afriki in krščanskimi kraljestvi na ozemljih sedanje Francije in Nemčije in z Bizantinskim cesarstvom.  Po njegovi smrti leta 961 je na prestol prišel njegov sin Al Hakam II., ki je bolj ali manj nadaljeval očetovo politiko. Občasno se je ukvarjal z revolucionarnimi krščanskimi kralji in uporniki  v severni Afriki, vendar se je trudil, da ne bi bil preoster. Za razliko od svojega očeta je bil mnogo bolj odvisen od svojih svetovalcev.

### Propad
Smrt Al Hakama II. leta 976 je pomenila začetek konca Kordovskega kalifata. Al Hakam je pred smrtjo za naslednika imenoval svojega deset let starega sina Hišama II. (vladal 976-1008).  Ker otrok ni bil sposoben opravljati državniških dolžnosti, se je za kalifa razglasil Al Hakamov glavni svetovalec Al Masur Ibn Abi Amir, bolj znan kot Almanzor. Almanzor je bil do njegove polnoletnosti uradno varuh malega prestolonaslednika, v resnici pa ga je osamil v Córdobi in medtem sistematično uničeval svoje nasprotnike. Svoj položaj je utrjeval tudi z dovoljenjem za priseljevanje Berberov iz severne Afrike. 
Almanzorja sta po njegovi smrti leta 1008 nasledila najprej sin Abd Al Malik (Al Muzafar) in nato njegov brat Abd Al Rahman. Oba sta imela vsa pooblastila, ki so sicer pripadala Hišamu II.. Ko je Abd Al Rahman februarja 1009 odšel na vojni pohod proti kralju Alfonzu V. Leonskemu, so se prebivalci Córdobe uprli in Abd Al Rahman se ni več vrnil.
Al Hakamova odločitev, da za kalifa imenuje svojega mladoletnega sina, je prenesla oblast z vladarja na njegove svetovalce. Naslov kalif je postal simboličen in ni več pomenil vpliva in moči. Kalifat je začelo pretresati nasilje in različni revolucionarji so trdili, da so novi kalifi. Zadnji kordovski kalif je bil Hišam III. (vladal (1027-1031). Kalifat je zaradi različnih konkurenčnih frakcij leta 1031 dokončno razpadel na več taif, večinoma samostojnih emiratov in majhnih kraljestev.

## Življenje v kalifatu

### Kultura
Córdoba je bila v obdobju kalifata kulturno središče Al Andaluza. V mestu se je zgradila Velika mošeja v predmestju pa palačno mesto Medina Azahara, polno dragocenosti in daril z vzhoda. Córdoba je bila tudi intelektualno središče, v katerem so prevajali antična grška besedila v arabščino, latinščino in hebrejščino. V 10. stoletju je bila knjižnica Al Hakama II. z najmanj 400.000 zvezki ena izmed največjih na svetu. V tem obdobju so vladali tudi znosni odnosi med muslimani, kristjani in Judi, ki so trajali do leta 1492, ko so krščanski osvajalci osvojili Al Andaluz in izgnali Jude iz Španije. 
Znaten napredek so dosegle tudi znanost, zgodovina, geografija, filozofija in gramatika in dojemljivost  za vzhodne kulture. Polihistor Zirjab (789-857), ki je živel in deloval v Iraku, severni Afriki in nazadnje v Al Andaluzu, je bil zaslužen za spremembo pričesk in načina oblačenja in celo za uporabo zobne paste in dezodoransov.

### Gospodarstvo
Gospodarstvo kalifata je bilo zelo raznoliko in uspešno. Prevladovalo je trgovanje s sredozemskimi državami. Ponovno je oživela proizvodnja tkanin, keramike, stekla in kovinskih izdelkov.  V kmetijstvu so vpeljali nove kulture, kot so riž, lubenice, banane, jajčevci in trda pšenica. Uvedli so tudi boljše namakalne sisteme, ki so jih poganjala vodna kolesa.

### Družba
Kordobski kalifat je bil etnično, kulturno in versko zelo raznolika družba.
Muslimansko manjšino prebivalstva so sestavljali muslimani arabskega porekla, ki so zasedali najvišje politične in duhovniške položaje, muslimani berberskega porekla, ki so bili povezani predvsem z vojsko, in avtohtoni hispano-gotski spreobrnjenci, ki so sestavljali večino muslimanske manjšine in jih je bilo mogoče najti v vseh družbenih slojih. Velika večina spreobrnjencev je imela znatno slabši družbeni položaj kot Arabci in Berberi. 
Judovska manjšina je štela 5 do 10% prebivalstva. Judje so bili številnejši od Arabcev in približno enako številni kot Berberi. Večina se je ukvarjala s trgovanjem in nekaj intelektualnimi poklici. 
Krščanski Mozarabci, večinoma avtohtoni Iberci, so bili katoliški kristjani vizigotskega obreda, ki so govorili različico latinščine, podobno današnji španščini, portugalščini ali katalonščini z nekaj arabskega vpliva. Mozarabci so spadali v nižji družbeni sloj. Četudi so sprejeli nekaj navad pravih muslimanov, so morali plačevati visoke davke in bili prikrajšani za nekatere njihove državljanske pravice. 
Na vrhu družbene lestvice so bili vsekakor Arabci. Muslimani so imeli na splošno mnogo višji položaj kot Judje, slednji pa mnogo višjega kot kristjani. Kristjani in Judje so spadali med dhime - ljudi iz Knjige. Morali so plačevati džizjo, poseben davek za financiranje vojskovanja proti krščanskim kraljestvom na severu. Musliman je bil na sodišču bolj cenjen kor kristjan ali Jud. Za nekaj kaznivih dejanj, storjenih proti muslimanom, so bili kristjani in Judje strože kaznovani kot muslimani. Isto je veljalo tudi za kazniva dejanja, katerih žrtev ni bil musliman.
Do 10. stoletja je bilo v Córdobi približno 50 % muslimanov, v 11. stoletju pa je njihova udeležba narasla na kakšnih 70 %. Povečanje je bilo posledica prestopanja v islam, priseljevanja muslimanov iz severne Afrike in množičnega izgona kristjanov po  njihovem uporu nekaj desetletij pred tem. V tem času se je povečalo tudi priseljevanje Judov.

## Seznam vladarjev
Zgodovinski zapisi kažejo, da so bili vsi andaluzijski emirji in kalifi iz Omajadske dinastije sinovi zasužnjenih konkubin, večinoma Iberk s severa Iberskega polotoka. Ustanovitelj dinastije, Abd Al Rahman I., je bil sin Berberke, njegov sin in naslednik Hišam I. pa sin Iberke.  To pomeni, da se je po žilah desetega vladarja iz Omajadske dinastije pretakala skoraj čista iberska kri, čeprav je bil Y kromosom še vedno popolnoma arabski.

### Omajadski  emirji
- Abd Al Rahman I. (756-788)
- Hišam I. (788-796)
- Al Hakam I. (796-822)
- Abd Al Rahman II. (822-852)
- Mohamed I. (852-886)
- Almundir (886-888)
- Abdalah (888-912)
- Abd Al Rahman III. (912-929)

### Omajadski kalifi
- Abd Al Rahman III. (929-961)
- Al Hakam II.  (961–976)
- Hišam II., prvič  (976–1008)
- Mohamed II. Kordovski (1008–1009)
- Sulejman II. Kordovski, prvič (1009–1010)
- Hišam II., drugič (1010–1012)
- Sulejman II. Kordovski, drugič (1012–1016)
- Abd Al Rahman IV. (1017)

Hamudidska dinastija, ki je začasno prekinila vladavino Omajadov:
- Ali Ibn Hamud Al Nasir (1016–1018)
- Al Kasim Ibn Hamud Al Mamun, prvič (1018–1021)
- Jahja Ibn Ali Ibn Hamud Al Mutali (1021–1023)
- Al Kasim Ibn Hamud Al Mamun, drugič (1023)

Kalifi po vrnitvi Omajadov na oblast: 
- Abd Al Rahman V. (1023–1024)
- Mohamed III. Kordovski (1024–1025)
- medvladje: Jahja Ibn Ali Ibn Hamud Al Mutali (1025–1026)
- Hišam III. (1026–1031)